# The Dress
The Dress (Sukienka) è un cortometraggio del 2020 diretto da Tadeusz Łysiak. 
Il film tratta i temi della disabilità e dell'intimità, della violenza sessuale e della solitudine. È stato presentato in anteprima al Festival di Cracovia il 2 giugno 2020 e ha ricevuto una nomination all'Oscar per il miglior cortometraggio alla 94ª edizione degli Academy Awards.

## Trama
Julia, una donna affetta da nanismo lavora come donna delle pulizie in un motel nelle campagne della Polonia. Dopo il suo turno di lavoro, Julia si siede in un pub locale per giocare alle slot machine, finché non incontra Bogdan che sembra poter interrompere la sua solitudine. Prima dell'appuntamento da sogno, però, Julia deve comprare un vestito nuovo.

## Accoglienza
Il film è stato accolto positivamente per aver mostrato sullo schermo schemi non usuali come quelli ella disabilità e dell'intimità, della violenza sessuale e della solitudine.

## Riconoscimenti
Il cortometraggio è stato proiettato in oltre 60 festival cinematografici in tutto il mondo e premiato 17 volte, tra cui:
- 2020 - Moscow International Film Festival[5]
  - Candidatura per il miglior cortometraggio
- 2020 - Camerimage[6]
  - Candidatura per lo Student Etudes Competition
- 2021 - Atlanta Film Festival[7]
  - Vincitore del miglior cortometraggio narrativo
- 2022 - Oscar[8]
  - Candidatura per il miglior cortometraggio